# 大岩剛
大岩剛（1972年6月23日—），已退役日本足球運動員，司職後衛，前日本國家足球隊成員。曾經是鹿島鹿角主教練。

## 執教生涯
大岩刚球员时代效力过名古屋鲸鱼和磐田喜悦，于2003至2010年效力过鹿岛鹿角。
退役后，大岩刚曾于2011至2017年担任过鹿岛鹿角的助理教练，2017年被提拔为主帅。大岩刚在2018赛季率领鹿岛鹿角拿到了亚冠的冠军，他也当选了亚足联年度最佳主帅。
2017年5月31日，日职联赛鹿岛鹿角通过官方网站宣布，主帅石井正忠下课，此前他刚刚带队在亚冠1/8决赛中被广州恒大淘汰，此外鹿岛宣布了新的主帅人选，他就是一线队教练大岩刚。
在2017赛季的日职联赛中，鹿岛鹿角在客场0-0战平了大岩刚的磐田喜悦，他们最终被川崎前锋逆转，大岩刚未能率领球队成功连续第二年夺得日职联赛冠军。
大岩刚在2021年初被任命为日本2003年龄段U18国青队主教练，率领球队进步明显。
2021年12月16日，日本足球协会官宣了日本U-21主教练人选，前鹿岛主教练大岩刚将担任主教练，并率队征战巴黎奥运会。

## 外部連結
- National Football TeamsArchive.today的存檔，存档日期2013-04-27
- Japan National Football Team Database